# Isaiah Kacyvenski
Isaiah J. Kacyvenski (Syracuse, 3 ottobre 1977) è un ex giocatore di football americano statunitense che ha militato nel ruolo di linebacker nella National Football League (NFL).

## Carriera

### Seattle Seahawks
Kacyvenski fu scelto nel quarto giro (116º assoluto) del Draft NFL 2000 dai Seattle Seahawks. Vi giocò per sei stagioni facendo registrare 267 tackle in 90 partite e venendo eletto capitano degli special team per tre anni consecutivi. Nel 2002 si guadagnò il posto di middle linebacker titolare, superando la concorrenza di Orlando Huff. Nel 2005, Kacyvenski fu il capitano degli special team della squadra che giunse fino al Super Bowl XL, disputato a Detroit, Michigan. Fu svincolato il 30 settembre 2006.

### St. Louis Rams
Kacyvenski firmò un contratto di un anno con i St. Louis Rams il 3 ottobre 2006, e disputò 10 partite per il resto della stagione 2006 dopo avere subito due commozioni cerebrali in tre settimane.

### Oakland Raiders
Divenuto free agent, Kacyvenski nel 2007 firmò un contratto con gli Oakland Raiders l'11 luglio. Fu inserito in lista infortunati il 7 agosto a causa di una microfrattura a una gamba.

### Ritiro
Dopo essere stato svincolato dai Raiders, Kacyvenski disse di volere tornare per un'altra stagione nella NFL. Tuttavia, nel settembre 2008, dopo un parere medico annunciò il suo ritiro.

## Palmarès

### Franchigia
- National Football Conference Championship: 1

Seattle Seahawks: 2005